# Woman Basketball Player No. 5
Woman Basketball Player No. 5 (女籃5號T, 女篮5号S, Nǚlán Wǔ HàoP) è un film cinese del 1957 diretto da Xie Jin, interpretato da Qin Yi, Liu Qiong, Cao Qiwei e Wang Qi. È il primo film sportivo a colori girato dopo la formazione della Repubblica Popolare Cinese, e anche il primo film diretto dal famoso regista Xie Jin.

## Trama
Prima della creazione della Repubblica Popolare Cinese, Lin Jie, la figlia del boss dell'East China Basketball Team di Shanghai, si innamora con il giocatore di punta della squadra, Tian Zhen Hua. Durante una partita contro i soldati stranieri marines, il boss prende tangenti e ordina alla squadra di perdere la partita. A causa della sua dignità nazionalista, tuttavia, Tian porta la squadra alla vittoria, contro la volontà del boss. Di conseguenza, il boss assume teppisti per battere Tian, e costringe anche la figlia a sposare un uomo ricco. 18 anni dopo, Tian è ora l'allenatore di Shanghai donna Basket Team. Xiao Jie, la figlia di Lin, è una ragazza con talento basket, ma ha anche pregiudizi verso carriera sportiva. Tian la educa e l'aiuta con pazienza. Xiao Jie si ferisce durante il gioco e viene ricoverata in ospedale. Tian e Lin si riuniscono accidentalmente durante la visita all'ospedale a Xiao Jie, dove rinascerà il loro amore. Xiao Jie viene successivamente presa nella squadra nazionale e parteciperà a partite di importanza internazionale.